# Грађанско гимнастичко друштво „Душан Силни”
Грађанско гимнастичко друштво „Душан Силни” било је прво гимнастичко друштво у Лесковцу.

## Историјат
Основано је 1896. године. Председник Друштва постао је инжењер Емил Карловец, потпредседник професор Милутин Витковић, благајник кројач Прока Тасић, економ предавач Прока Гребенаревић, секретар штампар Живко Д. Обреновић, а остали чланови управе директор гимназије у пензији Милош С. Милојевић, директор гимназије Коста Ивковић, адвокат Тодор Наумовић, столар Костадин Стојановић, књижар Стеван Вилотијевић, учитељ Урош Ковачевић и ковач Владимир Петровић.
Чланарина за редовне чланове била је 1 динар месечно, за децу богатијих родитеља 0,5, а за децу сиромашнијих родитеља 0,40 динара. 
Први јавни час Друштва одржао се на Преображење 1897. године у башти гостионице "Круна" (касније хотела "Костић"). На програму је било десет тачака:
1. почетни радови из слободне шведске гимнастике
2. разни радови на разбоју
3. радови са шипкама из шведске гимнастике
4. атлетски радови са теретима
5. швајцарска школа рвања
6. борење сабљом
7. скакање са даске у дужину и ширину
8. смртни скок преко голе сабље
9. игра буздованима уз пратњу музике
10. разни радови на вратилу - рексу.

Године 1904. промењено је име Друштва у Витешко друштво "Душан Силни". Оно је користило гимназијску салу за гимнастику. Године 1909. преименовано је у Соколско друштво "Душан Силни". 
Током бугарске окупације у Првом светском рату реквизити су нестали, простор је разрушен, а многи чланови су одвођени, те је тако Друштво престало да постоји.